# Mándalo
Mándalo är en ort i Grekland.   Den ligger i prefekturen Nomós Péllis och regionen Mellersta Makedonien, i den norra delen av landet, 300 km norr om huvudstaden Aten. Mándalo ligger 65 meter över havet och antalet invånare är 1 204.
Terrängen runt Mándalo är varierad. Runt Mándalo är det ganska tätbefolkat, med 54 invånare per kvadratkilometer. Närmaste större samhälle är Giannitsá, 17,9 km öster om Mándalo. 